# Helmut Jung (Politiker)

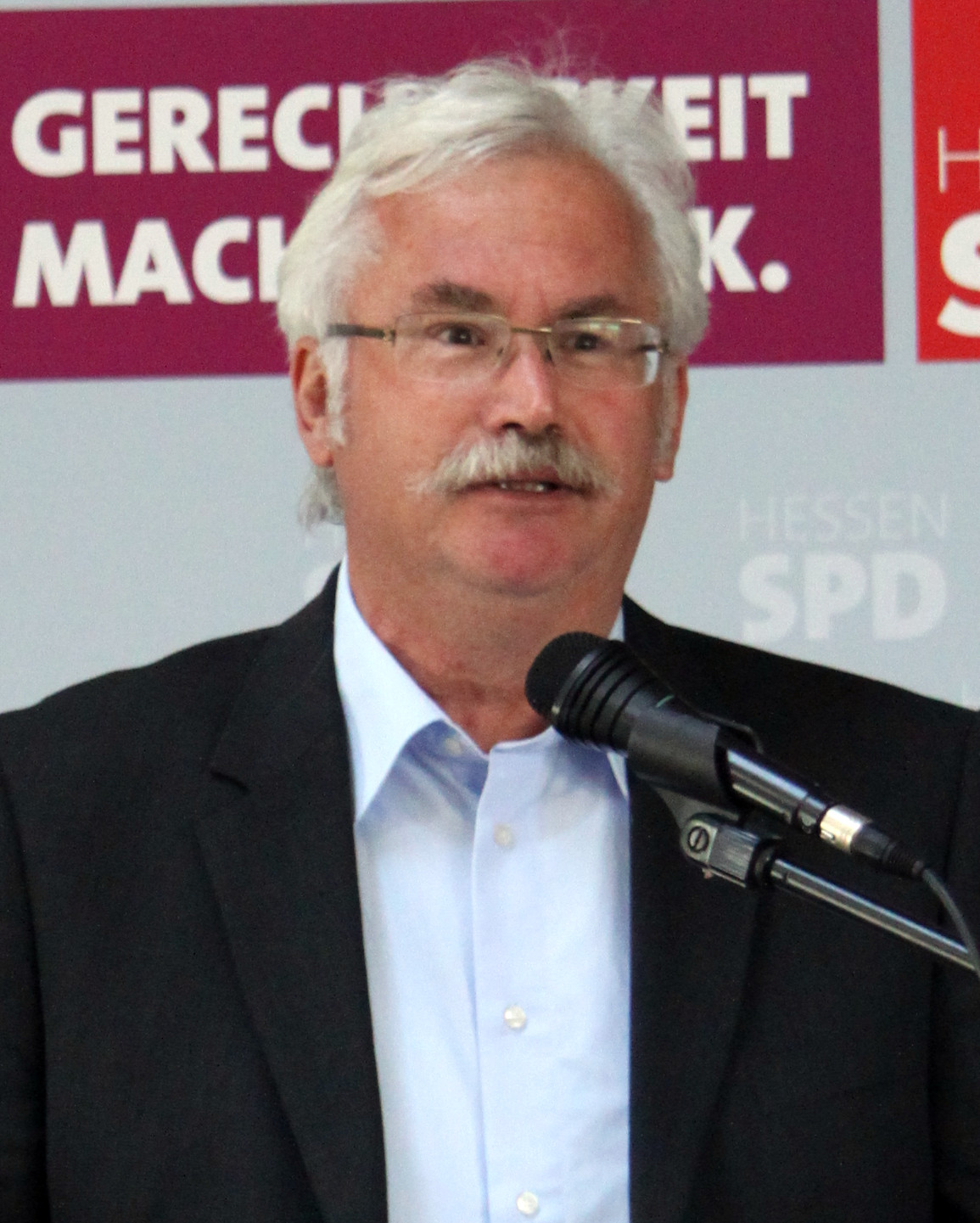
Helmut Jung (2014) in Beselich-Schupbach

Helmut Jung (* 29. Juni 1951 in Laubuseschbach, heute Ortsteil von Weilmünster) ist ein deutscher Architekt, Bauunternehmer und Kommunalpolitiker (SPD).
Jung wurde vom Kreistag des Landkreises Limburg-Weilburg in seiner Sitzung vom 9. Februar 2007 zum Ersten Kreisbeigeordneten des Landkreises Limburg-Weilburg gewählt und am 16. März 2007 vereidigt. Der selbstständige Architekt und Bauunternehmer trat damit die Nachfolge von Manfred Michel an, der fortan das Amt des Landrats bekleidete. Jung gehört seit vielen Jahren der SPD an und war vom 7. Februar 1994, als er für seinen ausgeschiedenen Parteifreund Matthias Kurth über die Landesliste nachrückte, bis zum Ende der Legislaturperiode im Jahr 1995 Abgeordneter des Hessischen Landtags. Er hatte bei allen drei Wahlen der 1990er Jahre im Wahlkreis Limburg-Weilburg II kandidiert, war jedoch jeweils dem CDU-Kandidaten Karlheinz Weimar unterlegen.
Jung wurde im Juni 2012 als Kandidat von der SPD für das Amt des Landrats nominiert. Jung erzielte im ersten Wahlgang, in dem Amtsinhaber Manfred Michel wiedergewählt wurde, 25,1 %.
Helmut Jung war bis zu seinem altersbedingten Ausscheiden im März 2019 Erster Kreisbeigeordneter des Landkreises Limburg-Weilburg. Sein Nachfolger ist seit 16. März 2019 Jörg Sauer.
Helmut Jung ist verheiratet und hat vier erwachsene Kinder.

## Ehrungen
- 2015: Deutsche Feuerwehr-Ehrenmedaille des Deutschen Feuerwehrverbandes
- 2019: Willy-Brandt-Medaille der Sozialdemokratischen Partei Deutschlands
- 2019: Ehrenbecher des Landkreises Limburg-Weilburg